# Fissenia
Fissenia é um género botânico pertencente à família Loasaceae.